# Punggye-ri
 (signalé en mai 2025).
Si vous disposez d'ouvrages ou d'articles de référence ou si vous connaissez des sites web de qualité traitant du thème abordé ici, merci de compléter l'article en donnant les références utiles à sa vérifiabilité et en les liant à la section « Notes et références ».
- Archive Wikiwix
- Bing
- Cairn
- DuckDuckGo
- E. Universalis
- Gallica
- Google
- G. Books
- G. News
- G. Scholar
- Persée
- Qwant
- (zh) Baidu
- (ru) Yandex
- (wd) trouver des œuvres sur Wikidata

Punggye-ri est un village situé dans le comté de Kilju, dans la province du Hamgyŏng du Nord, en Corée du Nord. La gare de Punggye (en) dessert le village. Le site d'essais nucléaires de Punggye-ri est situé à proximité du village.